# Institut supérieur d'informatique, de modélisation et de leurs applications
Pour les articles homonymes, voir ISIMA.
L'Institut supérieur d'informatique, de modélisation et de leurs applications (ISIMA) est une école d'ingénieurs publique spécialisée en informatique. C'est l'une des 204 écoles d'ingénieurs françaises accréditées au 1er septembre 2020 à délivrer un diplôme d'ingénieur (habilitation CTI / EUR-ACE). Elle fait partie des écoles internes de l'institut national polytechnique Clermont-Auvergne (Clermont Auvergne INP), créé en 2021.
L'institut, certifié par le label qualité ISO 9001, est adossé à trois laboratoires associés au CNRS, notamment le LIMOS (Laboratoire d'Informatique, de Modélisation et d'Optimisation des Systèmes - UMR 6158 du CNRS). La majorité des enseignants chercheurs de l'Institut sont issus de ce laboratoire, comprenant plus de 70 enseignants-chercheurs.
L'ISIMA accueille chaque année autour de 120 nouveaux étudiants recrutés principalement sur le Concours Commun INP et sur dossier (IUT, Licence...).
Depuis quelques années, l'ISIMA a adapté ses enseignements à l'évolution du monde numérique, dispensant désormais des formations reconnues, dans les domaines de la réalité virtuelle,, de la science des données,, et de la sécurité informatique. À ce titre, elle est détentrice du label SecNum et a obtenu le label CyberEdu le 25 juin 2021 pour une durée de trois ans.

## Historique
La création d'une grande école d'ingénieurs publique en Auvergne, l'ISIMA, a résulté d'une volonté conjointe et forte du secteur économique (IBM, Michelin, Limagrain, MSD-Chibret...), comptabilisant plus de 20 000 PME autour du grand Clermont dont plus de 800 entreprises dans le secteur du numérique. Les collectivités territoriales et l'État ont également impulsé à la création de cette école, qui existe depuis 1993. L'ISIMA a intégré l'AGERA (Alliance des Grandes Ecoles Rhône-Alpes) depuis juin 2014. La demande pour intégrer cette école ayant considérablement augmentée ces dernières années, elle a accueilli une promotion de plus de 140 élèves pour la rentrée 2017.
L'arrêté du 6 février 2017 porte création de l'Institut d'informatique d'Auvergne de l'Université Clermont Auvergne qui, en son sein, intègre le diplôme d'ingénieur de l'école. L'institut délivre également les diplômes de Master et de Licence en informatique au sein de cette université. En 2021, l'école reprend son nom historique d'ISIMA.
Le diplôme de l'ISIMA est délivré (via l'Université) par le ministère de l'Enseignement supérieur et de la Recherche. L'ISIMA est basée sur le campus des Cézeaux à Aubière, et offre une formation en informatique comprenant une forte base généraliste, une spécialisation dès la deuxième année, ainsi que deux stages d'une durée de 5 à 6 mois,.
Au 1er janvier 2021, SIGMA Clermont, Polytech Clermont-Auvergne et l'ISIMA se rassemblent pour former l'institut national polytechnique Clermont-Auvergne (Clermont Auvergne INP), établissement-composante de l'établissement public expérimental Université Clermont Auvergne.

## Formation

### Diplôme d'Ingénieur en Informatique et Modélisation
Outre sa composante majeur en informatique, le projet pédagogique de l'ISIMA se caractérise par une approche généraliste pluridisciplinaire, comprenant notamment mathématiques et sciences sociales tout au long de la formation. La première année est une année de tronc commun, permettant l'acquisition d'une culture générale ainsi que des savoir-faire fondamentaux en informatique et en mathématiques appliquées. Un large spectre de spécialisation est ensuite proposé au cours des deuxième et troisième années. L'étudiant peut alors choisir une des six orientations suivantes :
- Informatique des systèmes interactifs pour l’embarqué, la robotique et le virtuel (F1) ;
- Génie logiciel et Systèmes Informatiques (F2) ;
- Systèmes d'Information et Aide à la Décision (F3) ;
- Modélisation Mathématique et Sciences des Données (F4) ;
- Réseaux et Sécurité Informatique (F5) (certifiée SecNumedu).

Enfin, le diplôme d'ingénieur apporte une ouverture sur la vie professionnelle au travers de deux stages de 5 à 6 mois, en entreprise ou en laboratoire, en France ou à l'étranger, et ce en fin de deuxième et troisième années. À noter que, dès la rentrée 2019, une expérience à l’international est obligatoire afin de valider le diplôme ISIMA.
Le réseau français et international de L' École permet de faciliter le départ des étudiants en France et dans le monde entier : 
- entreprises (Siemens et Audi en Allemagne, Dassault Systèmes et Michelin en France, Nortel au Canada, Vale Do Rio Doce au Brésil, ...),
- laboratoires (CERN en Suisse, CEA en France, CSIRO en Australie, ISPRA en Italie, NIST aux États-Unis, A* à Singapour, ...).
- universités (Laval et Montréal au Canada, Tokyo au Japon, Seattle aux États-Unis, Bergen en Finlande, Dublin en Irlande, Écosse et Belfast au Royaume-Uni, Santiago au Chili, ...),

Depuis septembre 2022, le diplôme d'ingénieur ISIMA est accessible par la voie de l'apprentissage.

### Doubles Cursus
Lors de sa troisième année à l'ISIMA, l'étudiant a la possibilité de compléter sa formation, soit en suivant un Master en parallèle des cours de l'ISIMA ou un Master à l'étranger en substitution, soit en effectuant une alternance. Le diplôme final obtenu est complété en conséquence, avec la mention supplémentaire correspondante.

#### Master Recherche
Une ouverture sur la recherche est offerte pour les étudiants de troisième année du cycle ingénieur, permettant de suivre la dernière année d'un parcours Master Recherche, parmi lesquels :
- le Master Informatique (proposant de multiples spécialités) ;
- le Master Mathématiques ;
- le Master Robotique ;
- le Master Génie industriel ;
- le Master Imagerie et Technologie pour la Médecine.

#### Master Management
Il est également possible en troisième année de préparer un Master Management et Administration des Entreprises en parallèle des cours de l'ISIMA. Cette formation est à préparer avec l'IAE de Clermont-Ferrand.

#### Alternance
À partir de la troisième année, deux types d'alternance sont proposées à l'ISIMA :
- l'alternance 6/6 : 6 mois de cours puis 6 mois d'entreprise ;
- l'alternance 3/2 : 3 jours de cours puis 2 jours d'entreprise chaque semaine.

Les entreprises acceptant les alternants sont en majorité locales à la région Rhône-Alpes Auvergne (Michelin, Accenture, Sopra Steria, Capgemini, Almerys, Coffreo, ...). Près de 30% des étudiants de dernière année sont ainsi rémunérés par un contrat professionnel en dernière année du cursus ingénieur.

#### Double diplôme international
Lors de sa troisième année, l'étudiant, plutôt que d'effectuer cette année à l'ISIMA, a la possibilité de suivre une formation en informatique dans l'une des universités partenaires :
- l'Université du Québec à Chicoutimi (Canada) ;
- l'Institut de technologie de Harbin et université de Wuhan (Chine) ;
- l'université de Ratisbonne (Allemagne) ;
- l'université d'Oklahoma (États-Unis) ;
- l'université polytechnique de Catalogne (Espagne) ;
- l'université fédérale du Minas Gerais (Brésil) ;
- l'École nationale supérieure d'informatique et d'analyse des systèmes (Maroc).

### Diplôme de Spécialisation par la Recherche
L'ISIMA offre enfin la possibilité de poursuivre la formation ingénieur aux étudiants titulaires d'un diplôme d'ingénieur ou de Master dans le but d'obtenir un Diplôme de Spécialisation par la Recherche (DSR). Il permet de se faire une idée du monde de la Recherche sans la contrainte de s'investir dans une thèse.

## Vie étudiante et associative

### Surnom des étudiants
Les étudiants à l'ISIMA portent le surnom de ZZ[source secondaire souhaitée], une référence phonétique aux deux premières syllabes d'une proposition de l'époque : les isimaliens. Le choix s'est porté sur une dénomination simple, courte et distinctive des autres écoles du campus. Une autre théorie propose que 'ZZ' pourrait faire référence à la commande 'ZZ' dans l'éditeur de texte Vim, qui permet de sauvegarder et quitter une session, faisant écho à la familiarité des étudiants avec cet outil couramment utilisé en informatique.

### Forum des entreprises
Depuis 2018, l'école s'est associée aux autres écoles du campus pour l'organisation d'un forum des écoles commun : Forum ingénieurs Clermont Auvergne INP. Il permet aux étudiants et aux entreprises de se rencontrer et de discuter du monde professionnel, trouver un stage et éventuellement un emploi.